# 9909 Ешенбах
9909 Ешенбах (9909 Eschenbach) — астероїд головного поясу, відкритий 26 березня 1971 року.
Тіссеранів параметр щодо Юпітера — 3,538.